# كأس تونس 1996–97
كأس تونس لكرة القدم 1996-1997 هو الموسم رقم 41 منذ الاستقلال وال66 منذ إنشائه من كأس تونس لكرة القدم.

فاز بهذا الموسم الترجي الرياضي التونسي، وجاء ثانيا النادي الرياضي الصفاقسي.

## روابط خارجية
- الموقع الرسمي للجامعة التونسية لكرة القدم.